# Torneo Godó 2004
Torneo Godó 2004 — тенісний турнір, що проходив на кортах з твердим покриттям у місті Барселона, Іспанія з 26 квітня . Належав до категорії International Series Gold, був турніром серії Відкритий чемпіонат Барселони з тенісу 2004 року.

## Фінальна частина

### Одиночний розряд
Томмі Робредо —  Гастон Гаудіо 6–3, 4–6, 6–2, 3–6, 6–3

### Парний розряд
Марк Ноулз (тенісист) /  Деніел Нестор —  Маріано Худ /  Себастьян Прієто 4–6, 6–3, 6–4